# Corsomyza depressifrons
Corsomyza depressifrons är en tvåvingeart som beskrevs av Hesse 1938. Corsomyza depressifrons ingår i släktet Corsomyza och familjen svävflugor. Inga underarter finns listade i Catalogue of Life.